# Comedy Club (televíziós sorozat)
A Comedy Club egy magyar szórakoztató műsor, amelyet a Comedy Central magyar változata vetít. A sorozat első epizódja 2016. március 25-én volt. 
Az epizódok során hagyományos stand-up comedy fellépéseket láthatunk. Olyan humoristák lépnek fel, mint Dombóvári István, Kovács András Péter, Hadházi László, Felméri Péter, Mogács Dániel, Fábry Sándor. Az RTL Klubos Showder Klubbal ellentétben itt az a különbség, hogy a Comedy Club-ban a humoristák csak önálló esteket adnak. 
A sorozatot egészen a mai napig vetítik, és új részek is készülnek belőle. 2018 áprilisa óta a második évad megy. A műsor címe utalás az USA-ban található "comedy club"-okra (stand-up comedy előadásoknak otthont adó helységek), de a cím egyben utalhat a Showder Klubra is. 2016 óta minden évben a Comedy Central-on szilveszteri és ünnepnapi maratonként is megy.

## Ismertebb előadók
- Aranyosi Péter
- Ács Fruzsina
- Badár Sándor
- Bálint Ferenc és Tóth Szabolcs
(Szomszédnéni Produkciós Iroda)
- Benk Dénes
- Bödőcs Tibor
- Ceglédi Zoltán
- Csenki Attila
- Dombóvári István
- Elek Péter
- Fábry Sándor
- Felméri Péter
- Fülöp Viktor
- Hadházi László
- Hajdú Balázs
- Janklovics Péter
- Kertész Ricsi
- Kormos Anett
- Kovács András Péter
- Kőhalmi Zoltán
- Lakatos László
- Litkai Gergely
- Lovász László
- Mogács Dániel
- Musimbe Dávid Dennis
- Ráskó Eszter
- Szabó Balázs Máté
- Szobácsi Gergő
- Tóth Edu

## Epizódok
| Évad | Évad        | Epizódok    | Epizódok    | Eredeti sugárzás     | Eredeti sugárzás     | Eredeti adó |
| Évad | Évad        | Epizódok    | Epizódok    | Évadpremier          | Évadfinálé           | Eredeti adó |
| ---- | ----------- | ----------- | ----------- | -------------------- | -------------------- | ----------- |
|      | 1           | 17          | 11          | 2016. március 25.    | 2016. június 3.      |             |
|      | 1           | 17          | 6           | 2016. szeptember 23. | 2017. március 31.    |             |
|      | 2           | 10          | 10          | 2018. április 20.    | 2018. június 15.     |             |
|      | 3           | 7           | 7           | 2019. április 5.     | 2019. május 17.      |             |
|      | 4           | 4           | 4           | 2019. október 11.    | 2019. november 1.    |             |
|      | 5           | 7           | 7           | 2020. szeptember 18. | 2020. október 23.    |             |
|      | 6           | 10          | 10          | 2021. október 22.    | 2021. december 10.   |             |
|      | Különkiadás | Különkiadás | Különkiadás | 2022. április 1.     | 2022. április 1.     |             |
|      | 7           | 6           | 6           | 2022. április 8.     | 2022. május 13.      |             |
|      | 8           | 8           | 8           | 2022. szeptember 16. | 2022. november 4.    |             |
|      | 9           | 2           | 2           | 2023. április 14.    | 2023. április 21.    |             |
|      | Különkiadás | Különkiadás | Különkiadás | 2023. szeptember 15. | 2023. szeptember 15. |             |
|      | Különkiadás | Különkiadás | Különkiadás | 2025. március 7.     | 2025. március 7.     |             |